# Rafael Alijewitsch Batyrschin
Rafael Alijewitsch Batyrschin (russisch Рафаэль Алиевич Батыршин; * 26. August 1986 in Moskau, Russische SFSR) ist ein russischer Eishockeyspieler, der seit Mai 2019 bei Awtomobilist Jekaterinburg in der Kontinentalen Hockey-Liga unter Vertrag steht. Sein Bruder Ruslan war ebenfalls Eishockeyspieler.

## Karriere
Rafael Batyrschin begann seine Karriere als Eishockeyspieler in seiner Heimatstadt in der Nachwuchsabteilung von Krylja Sowetow Moskau, für dessen Profimannschaft er von 2003 bis 2006 in der Wysschaja Liga, der zweiten russischen Spielklasse, aktiv war. Mit Krylja Sowetow gelang ihm in der Saison 2005/06 der Aufstieg in die Superliga, aus der er mit seiner Mannschaft jedoch bereits in der folgenden Spielzeit wieder abstieg.
Nach einer weiteren Zweitligaspielzeit für Krylja Sowetow, in der er zudem zu 14 Einsätzen für Kryljas Ligarivalen HK Rjasan kam, teilte sich sein Heimatverein in zwei getrennte Organisationen auf, wobei Batyrschin einen Vertrag beim neu gegründeten MHK Krylja Sowetow Moskau unterschrieb. Mit dem MHK absolvierte er eine weitere Spielzeit in der Wysschaja Liga, bevor er zur Saison 2009/10 von Witjas Tschechow verpflichtet wurde. Für Witjas stand er bis 2011 in der Kontinentalen Hockey-Liga auf dem Eis, ehe er im Mai 2011 zusammen mit Wiktor Bobrow zu Atlant Moskowskaja Oblast wechselte.
Im Januar 2012 wurde Batyrschin gegen Wjatscheslaw Below vom HK Sibir Nowosibirsk getauscht, wo er bis Oktober 2012 spielte. Anschließend kehrte er zu Atlant zurück und spielte dort bis 2014. Ab Mai 2014 stand er beim HK Metallurg Magnitogorsk unter Vertrag und gewann mit diesem 2016 den Gagarin-Pokal. Nach diesem Erfolg wechselte er zu Ak Bars Kasan und erreichte mit diesem 2108 erneut den Gewinn des Gagarin-Pokals. Insgesamt absolvierte er 136 KHL-Partien für den Klub aus Tatarstan.
Seit Mai 2019 steht Batyrschin bei Awtomobilist Jekaterinburg unter Vertrag.

## Erfolge und Auszeichnungen
- 2006 Aufstieg in die Superliga mit Krylja Sowetow Moskau
- 2016 Gagarin-Pokal-Sieger mit dem HK Metallurg Magnitogorsk
- 2018 Gagarin-Pokal-Sieger und Russischer Meister mit Ak Bars Kasan

## Statistik
(Stand: Ende der Saison 2018/19)